# Ondřej Spiegl
Ondřej Spiegl (* 10. července 1993 Salcburk) je švédský krasobruslař českého původu. Žije ve švédském městě Eskilstuna, kde soutěží za sportovní klub Eskilstuna IK. Je dvojnásobný mistr Švédska v krasobruslení (zlato v letech 2015 a 2016) a dvojnásobný držitel medaile v šampionátu severských zemí (stříbro v roce 2017, bronz v roce 2015).

## Život

### Původ
Je synem bývalého krasobruslaře Alana Spiegla a Věry Spieglové. Alan Spiegl a jeho sestra Ingrid Spieglová tvořili krasobruslařskou sportovní dvojici, reprezentující Československo. Svoji úspěšnou kariéru odstartovali na Zimních olympijských hrách 1976 v Innsbrucku, kde vybojovali 13. místo a postupně se zařadili mezi světovou špičku. Na Mistrovství Evropy v krasobruslení v roce 1978 skončili 5. místě a na Mistrovství světa v krasobruslení se umístili dvakrát na 6. místě.

### Rané mládí
Ondřej Spiegl se narodil v Salcburku. S bruslením začal velmi brzy, mezi druhým a třetím rokem života. V pěti letech se s rodiči přestěhoval do České republiky, kde v tréninku pokračoval. V sedmi letech se znovu s rodiči stěhoval, tentokrát do Švédska, nejprve do Uppsaly, pak do Växjö a nakonec do Eskilstuny, kde nyní soutěží za sportovní klub Eskilstuna IK, kde je mu trenérem vlastní otec.

### Studium
Studoval souběžně v Brně a Stockholmu. V roce 2015 úspěšně obhájil bakalářskou práci na Fakultě sportovních studií Masarykovy univerzity v Brně. Ve své práci se zabýval rozdíly ve vzdělávání trenérů krasobruslení v České republice a ve Švédsku. V roce 2016 absolvoval magisterské studium sportovních věd ve Švédské škole sportu a zdravotnictví ve Stockholmu (dřívější název: Stockholmská vysoká škola tělesné výchovy a sportu).

### Ocenění
sezóna 2008–2009 a 2009–2010
- zlatá medaile na mistrovství Švédska juniorů

sezóna 2010–2011
- 27. místo na světovém juniorském šampionátu v Kangnungu (World Junior Championships in Gangneung), Jižní Korea.
- 22. místo na Mezinárodním poháru Nice (Coupe Internationale de Nice), Francie

sezóna 2012–2013
- zlatá medaile v juniorech na mezinárodní soutěži v krasobruslení Hellmut Seibt Memorial ve Vídni, Rakousko
- stříbrná medaile na mistrovství Švédska ve Vaxjo
- 28. místo na mistrovství světa juniorů v Miláně, Itálie

sezóna 2013–2014
- 21. místo na Nebelhorn Trophy[6] v německém Oberstdorfu

sezóna 2014–2015
- bronzová medaile v Severském šampionátu (Nordiska Mästerskapen)
- zlatá medaile na mistrovství Švédska ve Västerås

sezóna 2015–2016
- zlatá medaile v FBMA Trophy v Abu Dhabi, Spojené arabské emiráty
- zlatá medaile na mistrovství Švédska

sezóna 2016–2017
- osmé místo na soutěži Lombardia Trophy v Miláně
- páté místo na mezinárodním poháru v Nice (International Cup of Nice), Francie
- stříbrná medaile na Severském šampionátu (Nordiska Mästerskapen)
- stříbrná medaile na mistrovství Švédska